# Timothée Chalamet
Timothée Hal Chalamet (Nova York, 27 de dezembro de 1995) é um ator franco-americano. Entre seus papéis iniciais mais notórios estão os de Finn Walden na série da Showtime Homeland (2012), Tom Cooper em Interstellar (2014), Kylie Scheible em Lady Bird (2017) e Elio Perlman em Call Me by Your Name (2017). Tanto por Call Me by Your Name, quanto por Beautiful Boy (2018) de Felix Van Groeningen, Chalamet recebeu indicações por sua atuação no Óscar, BAFTA, Critics' Choice, Globo de Ouro e Screen Actors Guild, se tornando o terceiro ator mais jovem a ser indicado nas categorias de melhor ator ou melhor ator coadjuvante nessas premiações.
Ao longo de sua carreira, ele tem alternado entre filmes independentes e sucessos de bilheteria. Em 2019, Chalamet interpretou o rei Henrique V de Inglaterra no filme disponibilizado pela Netflix, The King, e Theodore "Laurie" Laurence em Little Women.  Em 2021, ele desempenhou o papel principal de Paul Atreides no filme épico de ficção científica de Denis Villeneuve, Dune (reprisando-o em 2024 em Dune: Part Two) e teve papéis nos elencos de The French Dispatch, de Wes Anderson, e Don't Look Up, de Adam McKay. Chalamet também interpretou o jovem Willy Wonka, no filme musical Wonka de Paul King em 2023.
No teatro, Chalamet estrelou a peça autobiográfica de John Patrick Shanley, Prodigal Son, pela qual foi indicado ao Drama League Award e ganhou um prêmio Lucille Lortel.

## Início da vida
Chalamet nasceu no dia 27 de dezembro de 1995 em Hell's Kitchen, bairro de Manhattan, na cidade de Nova Iorque. É filho de Nicole Flender, uma corretora de imóveis e ex-dançarina da Broadway, e Marc Chalamet, editor da UNICEF. Sua mãe americana, uma nova-iorquina de terceira geração, é judia (descendente de judeus austríacos e russos), e seu pai francês, que morava em Nîmes, é de origem protestante.

Durante sua infância, Timothée Chalamet passava o verão em Le Chambon-sur-Lignon, uma pequena aldeia francesa a duas horas de distância de Lyon, na casa de seus avós paternos. Sua avó paterna, que se mudara para a França, era canadense. Chalamet afirmou que seu tempo na França levou a questões de identidade intercultural. "Uma vez eu estava lá, eu me tornei a versão francesa de mim mesmo", ele disse a La Presse. Eu estava completamente imbuído da cultura e até sonhei em francês." Seu sonho de infância era tornar-se um jogador de futebol profissional: "Eu fui técnico de um campo de futebol na França. Treinei crianças de seis a dez anos quando eu tinha cerca de treze anos".

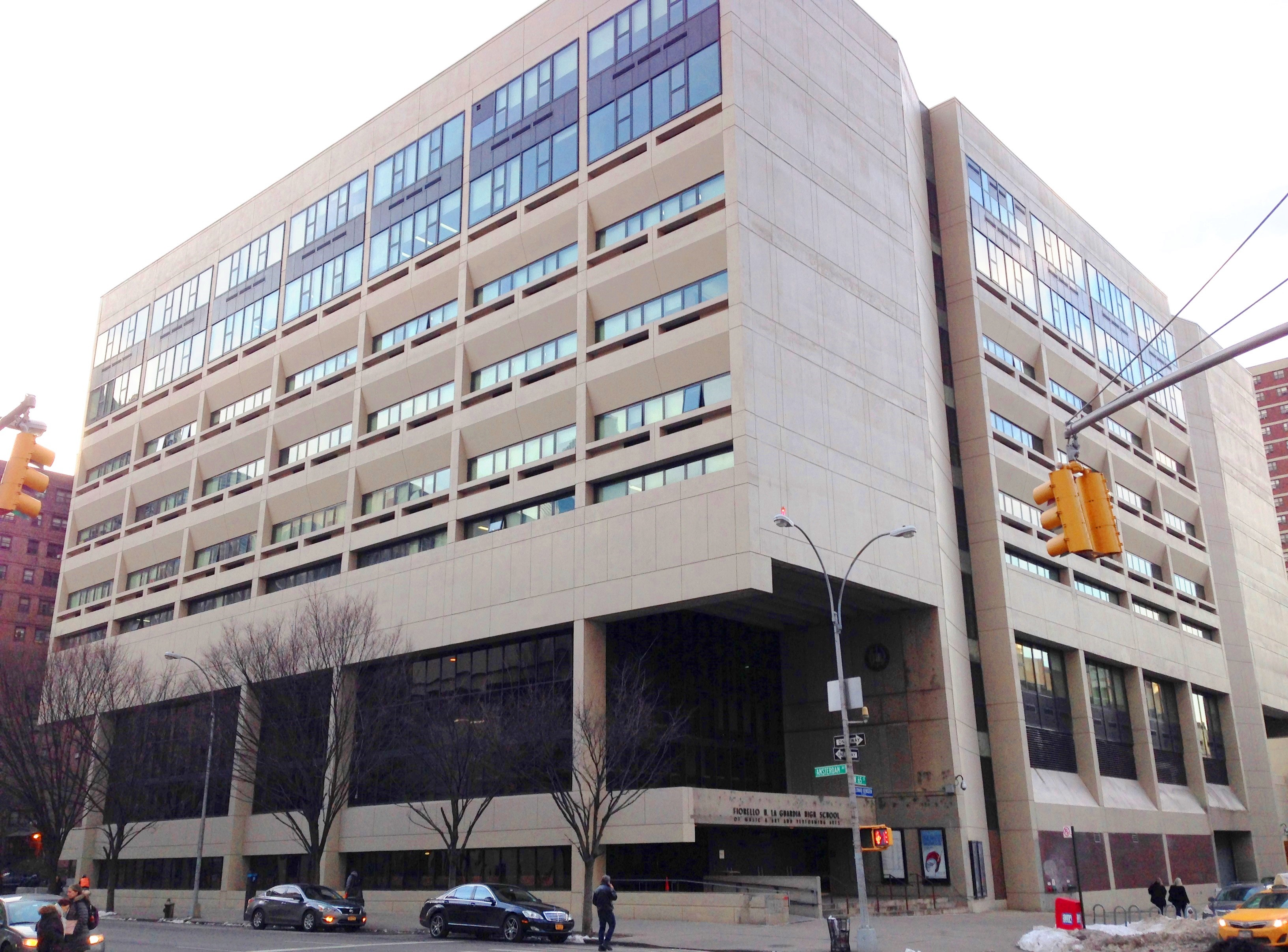
Chalamet estudou na Fiorello H. LaGuardia High School de Música e Arte e Artes Cênicas na cidade de Nova York

Chalamet frequentou a escola PS 87 William T. Sherman durante o primário e, mais tarde, o programa seletivo Delta na escola secundária MS 54 Booker T. Washington, que ele descreveu como "três anos miseráveis" devido à falta de uma saída criativa dentro da escola, ambiente academicamente rigoroso. Sua aceitação na Fiorello H. LaGuardia High School of Music & Art and Performing Arts foi um ponto de virada em sua apreciação pela atuação. Ele declarou: "Tive excelentes professores e realmente me apaixonei por eles. Vi que poderia ser e deveria ser tratado como um ofício". Harry Shifman, seu professor de teatro do segundo ano na LaGuardia, ficou tão impressionado com sua audição que insistiu na aceitação de Chalamet na escola, apesar de ter sido rejeitado na entrevista, dizendo: "Eu dei a ele a pontuação mais alta que já fiz uma audição infantil".

## Carreira

### 2008–2016: Primeiros trabalhos
Quando criança, Chalamet apareceu em vários comerciais e atuou em dois curtas-metragens de terror, como Sweet Tooth e Clown, antes de fazer sua estreia na televisão em um episódio da longa série de procedimentos policiais Law & Order (2009), interpretando uma vítima de assassinato. Ele seguiu isso com um papel menor no filme de televisão Loving Leah (2009). Em 2011, ele estreou no palco na peça off-Broadway The Talls, uma comédia para adultos que se formou na década de 1970, na qual interpretou um Nicholas sexualmente curioso, de 12 anos. O crítico de teatro chefe do New York Daily News escreveu "Chalamet hilariamente capta as curiosidades despertadoras de uma adolescente sobre sexo". Em 2012, ele teve papéis recorrentes na série dramática Royal Pains e na aclamada série de espionagem Homeland, na qual interpretou Finn Walden, o filho rebelde do vice-presidente. Junto com o restante do elenco, Chalamet foi indicado ao prêmio Screen Actors Guild de Melhor Performance por um Ensemble em uma série dramática.

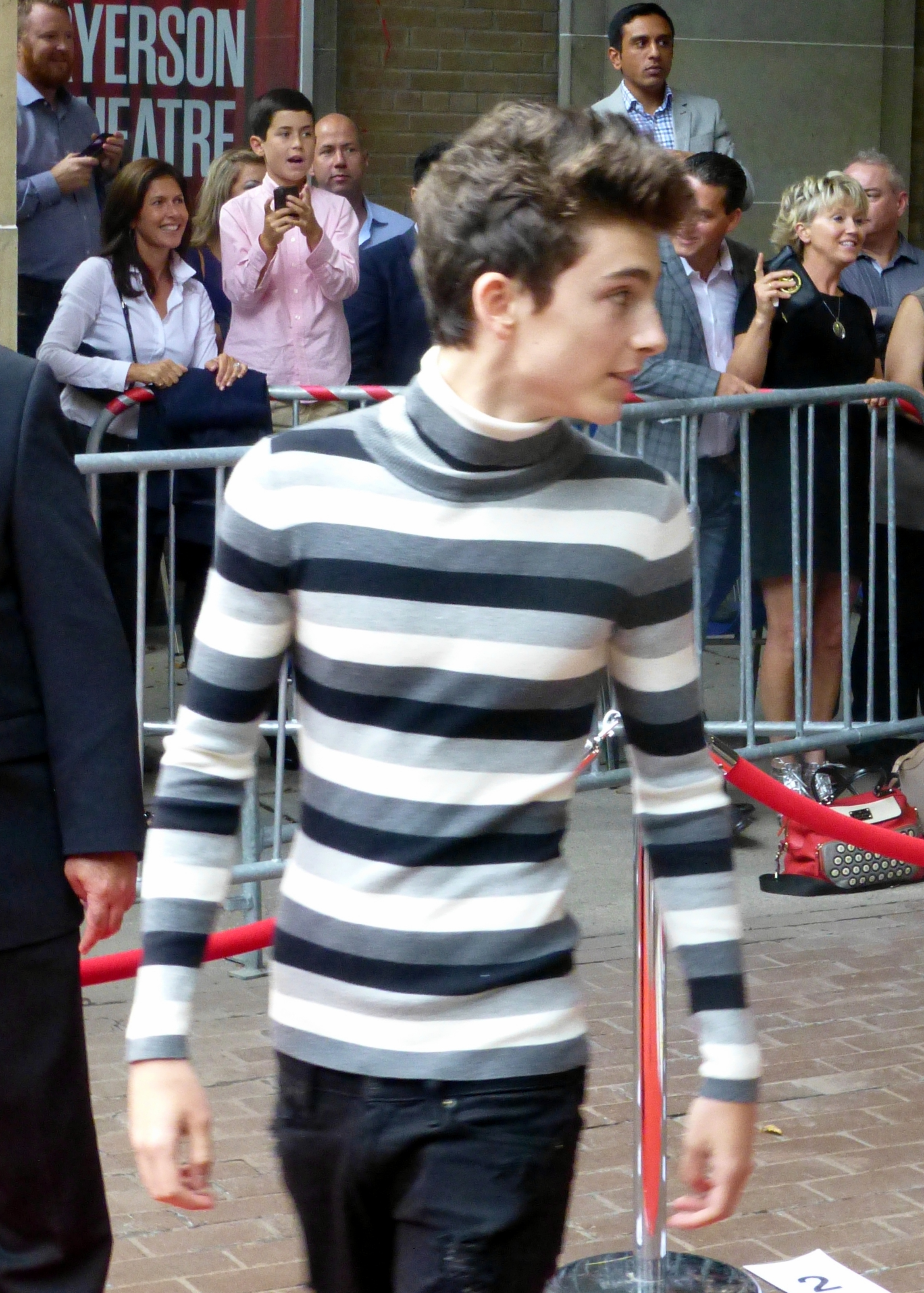
Chalamet no Festival Internacional de Cinema de Toronto, em 2014

Em 2014, ele fez sua estreia no cinema em um papel menor em Men, Women & Children. Mais tarde naquele ano, ele desempenhou o papel de Tom Cooper, filho de Matthew McConaughey em Interstellar. O filme recebeu críticas positivas, com críticos elogiando as performances do elenco, e arrecadou mais de US $ 675 milhões em todo o mundo. Também em 2014, Chalamet interpretou a versão mais jovem do papel de coprotagonista em Worst Friends, uma comédia que teve um lançamento teatral limitado e recebeu críticas positivas. Em 2015, Chalamet co-estrelou o thriller de fantasia One & Two de Andrew Droz Palermo, interpretando o papel de Zac, um filho que, juntamente com sua irmã, começa a explorar habilidades incomuns e segredos obscuros da família quando sua mãe fica doente. O filme estreou no Festival Internacional de Cinema de Berlim, onde recebeu principalmente críticas mistas, antes de seu lançamento teatral limitado. Seu próximo papel foi interpretar a versão adolescente de James Franco em Os Adderall Diaries. Em seu papel final de 2015, Chalamet interpretou Charlie Cooper, neto sombrio dos personagens de Diane Keaton e John Goodman na comédia natalina Love the Coopers, que recebeu críticas negativas.
Chalamet observou um período de tempo após o Interstellar (um papel que ele imaginou que teria servido como um rompimento na carreira), em que suas audições foram tremendamente malsucedidas, incluindo trabalhos como O Demônio de Neon, A Teoria de Tudo, o Lar de Peculiares de Miss Peregrine Crianças e White Boy Rick.
Em fevereiro de 2016, ele estrelou como Jim Quinn na peça autobiográfica Prodigal Son no Manhattan Theatre Club. Escolhido a dedo por seu dramaturgo e diretor John Patrick Shanley e pelo produtor Scott Rudin, Chalamet interpretou um Shanley mais novo, um garoto desajustado do Bronx em uma prestigiosa escola preparatória de New Hampshire, criada em 1963. Ele recebeu ótimas críticas por seu desempenho e foi indicado ao Oscar. E ganhou o Lucille Lortel Award de Melhor Ator Principal em uma peça. Chalamet também co-estrelou ao lado de Lily Rabe em Miss Stevens, de Julia Hart, como o problemático aluno Billy. Stephen Farber, do The Hollywood Reporter, escreveu: "Ele é convincente mesmo quando está apenas assistindo silenciosamente e reagindo aos outros personagens. Quando ele tem que explodir com raiva ou energia maníaca, ele é surpreendente. E na competição de drama, sua leitura de um climaticismo o discurso de Death of a Salesman sugere que esse jovem ator tem um futuro brilhante em muitas mídias diferentes (não sei se já vi um desempenho melhor desse discurso.) " Stephen Holden, de The New York Times o comparou com James Dean.

### 2017–presente: Reconhecimento

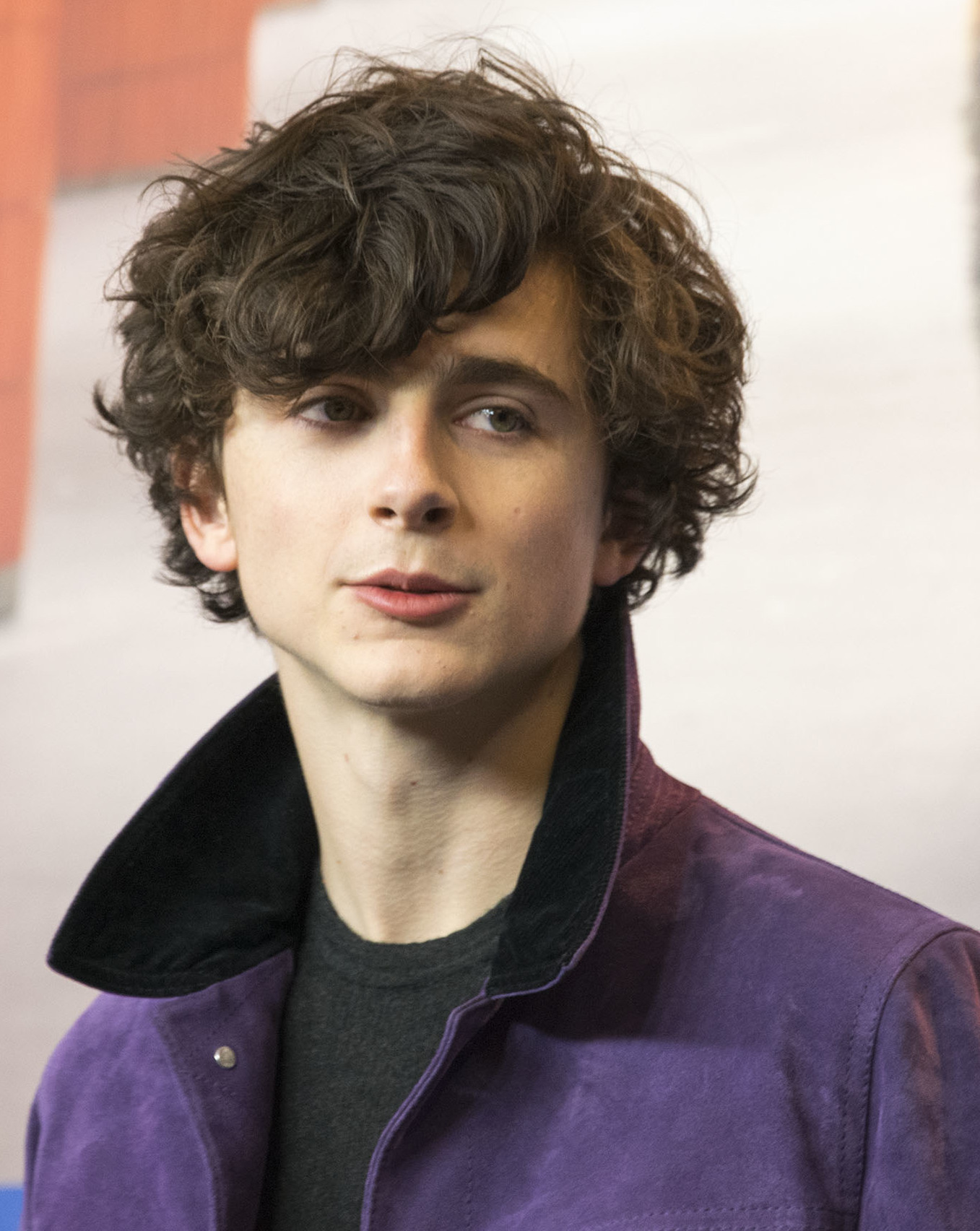
Chalamet no Festival Internacional de Cinema de Berlim em 2017

Depois de ser anexado ao projeto por três anos, Chalamet estrelou Call Me By Your Name, baseado no romance de mesmo nome, por André Aciman. A história gira em torno de um jovem chamado Elio que, morando na Itália nos anos 80, se apaixona por Oliver (Armie Hammer), um estudante universitário que veio ficar com sua família. Ao se preparar para o papel, Chalamet aprendeu a falar italiano e tocar violão; ele também praticava tocar piano. O filme estreou no Festival de Cinema de Sundance de 2017; a performance de Chalamet foi aclamada. Olly Richards, do Empire, escreveu: "Em um filme em que todas as performances são fantásticas, Chalamet faz o resto parecer que está atuando. Só ele faria o filme valer a pena assistir". Jon Frosch, do The Hollywood Reporter, escreveu "Nenhuma performance deste ano foi tão emocionalmente, física e intelectualmente viva", e incluiu Chalamet na lista da revista das melhores performances do ano. O New York Times apresentou Chalamet em sua lista dos melhores atores do ano. Por seu trabalho em Chame-me pelo seu nome, Chalamet ganhou o Gotham Independent Film Award por Ator Revelação, e recebeu indicações para um Globo de Ouro, SAG Award, BAFTA Award e Academy Award, todos de Melhor Ator. Ele é a terceira pessoa mais jovem da história a ser indicada no Oscar na categoria de Melhor Ator, e a mais jovem desde Mickey Rooney em 1939.
Em seu segundo filme de 2017, Chalamet interpretou Daniel, um adolescente desajeitado que se envolveu no negócio de drogas ao longo de um verão, na estreia na direção de Elijah Bynum, Hot Summer Nights. Ele recebeu um lançamento teatral limitado em julho de 2018 e gerou críticas mistas dos críticos, embora o desempenho de Chalamet fosse frequentemente destacado. Mais tarde naquele ano, ele interpretou Kyle Scheible, um rico hipster de uma banda e o interesse amoroso do personagem de Saoirse Ronan em Lady Bird, a estreia solo de Greta Gerwig na direção aclamada pela crítica. Os críticos elogiaram o elenco, com Ty Burr de O Boston Globe tomou nota da performance "hilária" de Chalamet. Em dezembro viu o lançamento do filme de Chalamet final do 2017, Hostis, no qual ele interpretou soldado Philippe Dejardin, ao lado de Christian Bale.

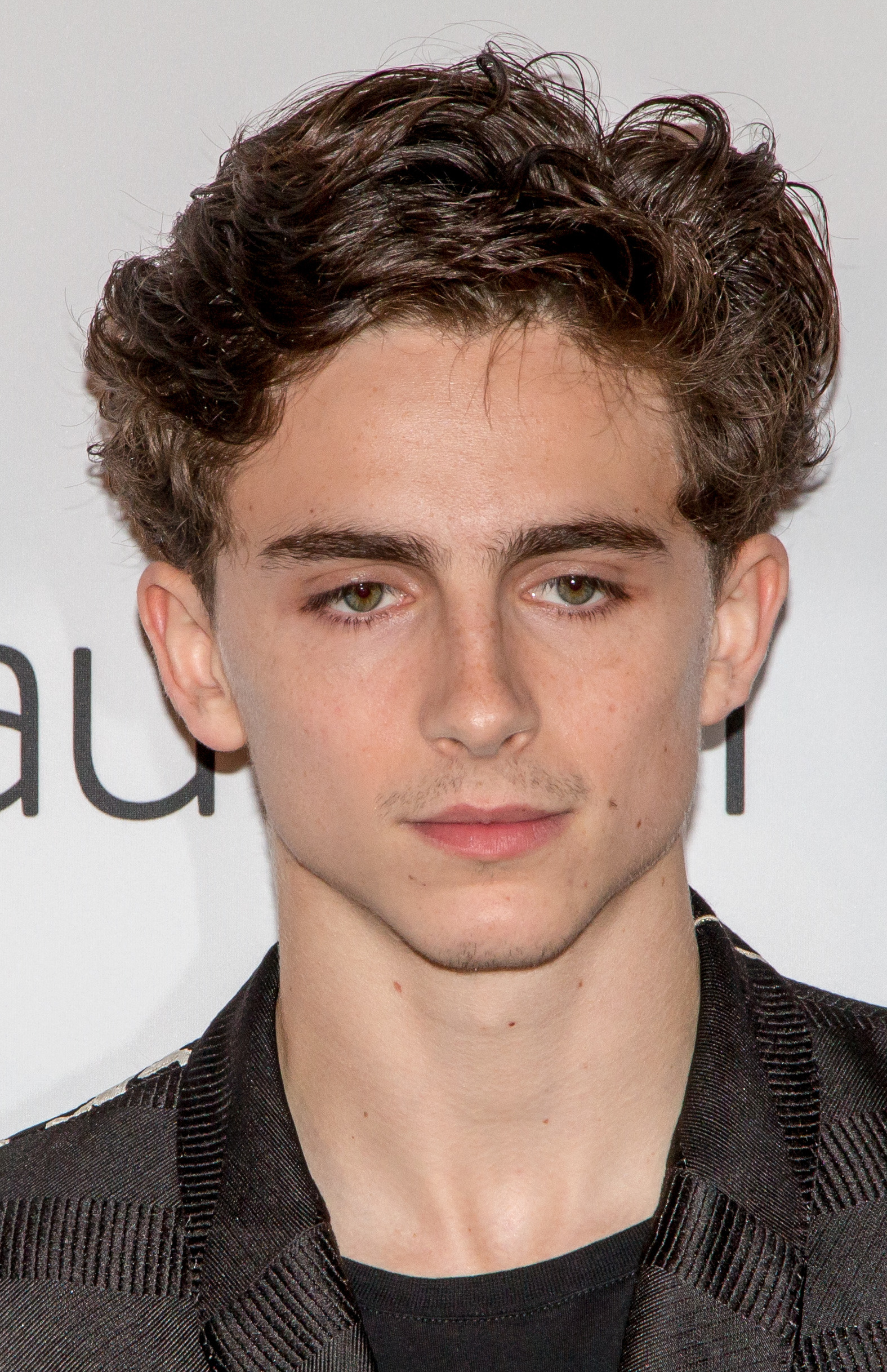
Chalamet durante o Festival Internacional de Cinema de Toronto, 2018

Em 2018, Chalamet foi convidado a ingressar na Academia de Artes e Ciências Cinematográficas. Mais tarde naquele ano, Chalamet interpretou Nic, um adolescente viciado em metanfetamina que compartilha um relacionamento tenso com seu pai, o jornalista David Sheff (interpretado por Steve Carell), no drama Beautiful Boy. O filme é dirigido por Felix Van Groeningen e é baseado em um par de memórias - as memórias mais antigas de Sheff com o mesmo nome e Tweak: Growing Up on Methamphetamines de Nic Sheff. Owen Glieberman, da Variety, comparou a atuação de Chalamet em Call Me By Your Name e Beautiful Boy, afirmando que "Nic, [quem ele interpreta] em seu modo milenar e abafado de James Dean, [como] esganiçado e auto-envolvido" é uma transformação da "maravilhosa franqueza" que ele exibiu no primeiro. Ele recebeu indicações para Melhor Ator Coadjuvante nas cerimônias de premiação do SAG, Globo de Ouro e BAFTA.
No ano seguinte, Chalamet estrelou a comédia romântica de Woody Allen, A Rainy Day in New York (2019). Devido a uma acusação de agressão sexual contra Allen, Chalamet doou seu salário para as instituições de caridade Time's Up, LGBT Center de Nova York e RAINN. Em seguida, ele retratou Henrique V da Inglaterra, um jovem príncipe que involuntariamente sobe ao trono inglês, no drama de época de David Michôd, Netflix, The King, baseado em várias peças de Henriad, de Shakespeare. Richard Lawson, da Vanity Fair, escreveu: "Chalamet faz um trabalho robusto, endireitando sua postura esbelta enquanto continua, assumindo o papel de homem ascendente". Em seu terceiro lançamento do filme de 2019, Chalamet interpretou Theodore "Laurie" Laurence, um adolescente apaixonado, em Little Women, uma adaptação do romance de Louisa May Alcott de mesmo nome. Marcando sua segunda colaboração com Gerwig e Ronan, o filme recebeu críticas positivas dos críticos, dois dos quais - Peter Travers, da Rolling Stone e Ann Hornaday, da O Washington Post, também elogiou o desempenho de Chalamet; Travers notou que Chalamet retrata o papel com "charme inato e vulnerabilidade pungente", enquanto Hornaday destacou o desempenho "languidamente gracioso" de Chalamet e sua "fisicalidade lúdica".

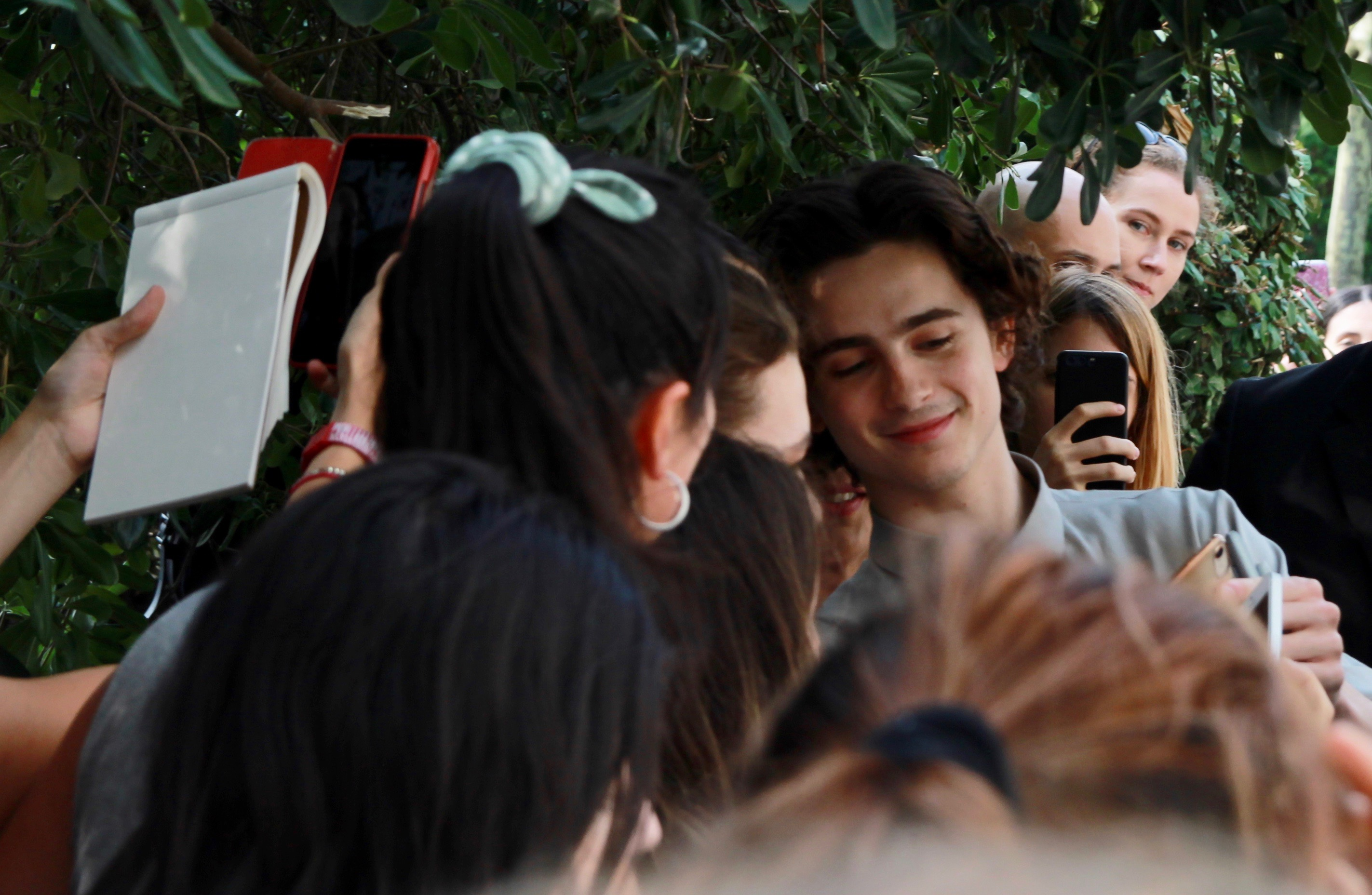
Chalamet durante o 76º Festival de Cinema de Veneza

Chalamet fez sua estreia no West End em abril de 2020, na peça 4000 Miles, de Amy Herzog, co-estrelando Eileen Atkins.
Em 2021, Chalamet interpretou um estudante revolucionário na comédia dramática de Wes Anderson, The French Dispatch. O filme teve sua estreia mundial no Festival de Cinema de Cannes de 2021, onde teve críticas positivas. Anderson escreveu o papel com Chalamet em mente. Brianna Zigler da Paste Magazine achou que ele estava "perfeitamente sintonizado com o comprimento de onda altamente especificado de Anderson". Ele também estrelou como o personagem principal Paul Atreides na adaptação cinematográfica de Denis Villeneuve do romance de ficção científica Duna, que estreou no 78º Festival Internacional de Cinema de Veneza. Villeneuve afirmou que Chalamet era sua única escolha para interpretar o papel: "Eu precisava disso para o público acreditar que esse jovem será capaz de liderar um planeta inteiro.". Dune recebeu críticas positivas com David Rooney, do The Hollywood Reporter, elogiando sua "pensividade magnética [que] dá ao elemento de amadurecimento algum coração" e Lewis Knight, do Daily Mirror, escrevendo que "Timothée Chalamet completa sua ascensão a Hollywood status de líder". arrecadou ganhou mais de US$ 400 milhões em todo o mundo.
Em seu último papel do ano, Chalamet interpretou Yule, um skatista punk, no filme de comédia original da Netflix de Adam McKay, Don't Look Up. O filme recebeu críticas mistas dos críticos, que elogiaram o elenco, mas acharam a abordagem de McKay ao assunto pesada. Justin Chang, do Los Angeles Times, achou Chalamet "docemente sincero" em sua pequena parte. O elenco do filme recebeu uma indicação para o Prémio Screen Actors Guild para melhor elenco em cinema.

### Projetos futuros
Chalamet interpretará o cantor Bob Dylan em uma cinebiografia dirigida por James Mangold. Em maio de 2021, foi contratado para desempenhar o papel de um jovem Willy Wonka no filme musical Wonka, dirigido por Paul King e com estreia prevista para dezembro de 2023.
Chalamet vai estrelar o filme de terror e romance Bones & All, reunindo-se com Luca Guadagnino. Ele irá reprisar o papel de Paul Atreides na sequência de Duna, intitulada Dune: Part Two.

## Vida pessoal
A irmã mais velha de Chalamet, Pauline (nascida em 1992), é uma atriz e mora em Paris. O tio materno de Chalamet é o cineasta Rodman Flender, sua tia materna é a produtora e escritora de televisão Amy Lippman, seu avô materno era o roteirista Harold Flender, e sua avó materna, Enid Flender (née Rodman), é ex-dançarina da Broadway.

## Filmografia

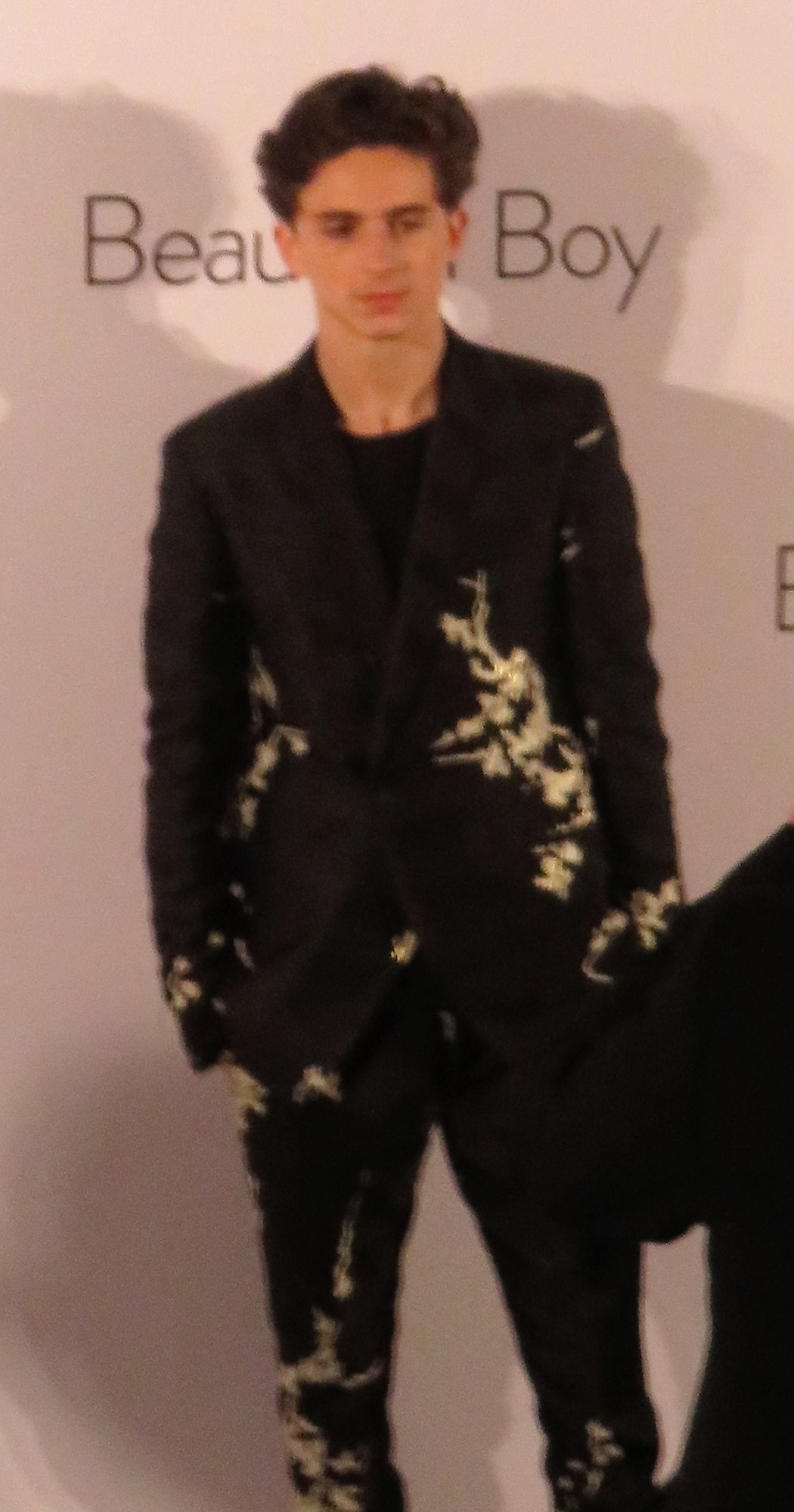
Chalamet em 2018.

### Cinema
|  | Indica filmes que ainda não foram lançados |

| Ano  | Título                  | Papel                      | Notas                  |
| ---- | ----------------------- | -------------------------- | ---------------------- |
| 2008 | Sweet Tooth             | Samuel                     | Curta-metragem         |
| 2008 | Clown                   | Garoto Palhaço             | Curta-metragem         |
| 2014 | Men, Women & Children   | Danny Vance                |                        |
| 2014 | Spinners                | Jace                       | Curta-metragem         |
| 2014 | Interstellar            | Tom Cooper (jovem)         |                        |
| 2014 | Worst Friends           | Sam (jovem)                |                        |
| 2015 | One & Two               | Zac                        |                        |
| 2015 | The Adderall Diaries    | Stephen Elliott (jovem)    |                        |
| 2015 | Love the Coopers        | Charlie Cooper             |                        |
| 2016 | Miss Stevens            | Billy Mitman               |                        |
| 2017 | Call Me by Your Name    | Elio Perlman               |                        |
| 2017 | Hot Summer Nights       | Daniel Middleton           |                        |
| 2017 | Lady Bird               | Kyle Scheible              |                        |
| 2017 | Hostiles                | Philippe DeJardin          |                        |
| 2018 | Beautiful Boy           | Nic Sheff                  |                        |
| 2019 | A Rainy Day in New York | Gatsby Welles              |                        |
| 2019 | The King                | Rei Henrique V             |                        |
| 2019 | Little Women            | Theodore "Laurie" Laurence |                        |
| 2021 | Duna                    | Paul Atreides              |                        |
| 2021 | The French Dispatch     | Zeffirelli                 |                        |
| 2021 | Don't Look Up           | Quentin                    |                        |
| 2022 | Bones & All             | Lee                        | Produtor               |
| 2023 | Wonka                   | Willy Wonka                |                        |
| 2024 | Dune: Part Two          | Paul Atreides              |                        |
| 2024 | A Complete Unknown      | Bob Dylan                  | Produtor               |
| 2025 | Marty Supreme           | Marty                      | Pós-produção; produtor |

### Televisão
| Ano  | Título      | Papel              | Notas               |
| ---- | ----------- | ------------------ | ------------------- |
| 2009 | Law & Order | Eric Foley         | Episódio: "Pledge"  |
| 2009 | Loving Leah | Jake Lever (jovem) | Telefilme           |
| 2012 | Royal Pains | Luke               | 4 episódios         |
| 2012 | Homeland    | Finn Walden        | 8 episódios         |
| 2013 | Trooper     | Lee Flaxton        | Piloto de televisão |

## Teatro
| Ano  | Título       | Papel           |
| ---- | ------------ | --------------- |
| 2011 | The Talls    | Nicholas Clarke |
| 2016 | Prodigal Son | Jim Quinn       |

## Prêmios e Indicações

#### Oscar
| Ano  | Categoria   | Indicação            | Notas    |
| ---- | ----------- | -------------------- | -------- |
| 2018 | Melhor Ator | Call Me by Your Name | Indicado |
| 2025 | Melhor Ator | A Complete Unknown   | Indicado |

#### BAFTA
| Ano  | Categoria                     | Indicação            | Notas    |
| ---- | ----------------------------- | -------------------- | -------- |
| 2018 | Melhor Ator                   | Call Me by Your Name | Indicado |
| 2018 | Melhor Ator/Atriz em Ascensão | Ele Mesmo            | Indicado |
| 2019 | Melhor Ator Coadjuvante       | Beautiful Boy        | Indicado |
| 2025 | Melhor Ator                   | A Complete Unknown   | Indicado |

#### Globo de Ouro
| Ano  | Categoria                                  | Indicação            | Notas    |
| ---- | ------------------------------------------ | -------------------- | -------- |
| 2018 | Melhor Ator em Cinema - Drama              | Call Me by Your Name | Indicado |
| 2019 | Melhor Ator Coadjuvante em Cinema          | Beautiful Boy        | Indicado |
| 2024 | Melhor Ator em Cinema - Comédia ou Musical | Wonka                | Indicado |
| 2025 | Melhor Ator em Cinema - Drama              | A Complete Unknown   | Indicado |

#### SAG Awards
| Ano  | Categoria                        | Indicação            | Notas    |
| ---- | -------------------------------- | -------------------- | -------- |
| 2013 | Melhor Elenco em Série Dramática | Homeland             | Indicado |
| 2018 | Melhor Ator Principal            | Call Me by Your Name | Indicado |
| 2018 | Melhor Elenco em Cinema          | Lady Bird            | Indicado |
| 2019 | Melhor Ator Coadjuvante          | Beautiful Boy        | Indicado |
| 2022 | Melhor Elenco em Cinema          | Don't Look Up        | Indicado |
| 2025 | Melhor Elenco em Cinema          | A Complete Unknown   | Indicado |
| 2025 | Melhor Ator Principal            | A Complete Unknown   | Venceu   |

#### Critics' Choice Awards
| Ano  | Categoria                         | Indicação            | Notas    |
| ---- | --------------------------------- | -------------------- | -------- |
| 2018 | Melhor Ator em Cinema             | Call Me by Your Name | Indicado |
| 2018 | Melhor Elenco                     | Lady Bird            | Indicado |
| 2019 | Melhor Ator Coadjuvante em Cinema | Beautiful Boy        | Indicado |
| 2020 | Melhor Elenco                     | Little Women         | Indicado |
| 2022 | Melhor Elenco                     | Don't Look Up        | Indicado |
| 2025 | Melhor Ator em Cinema             | A Complete Unknown   | Indicado |